# Frans Texas

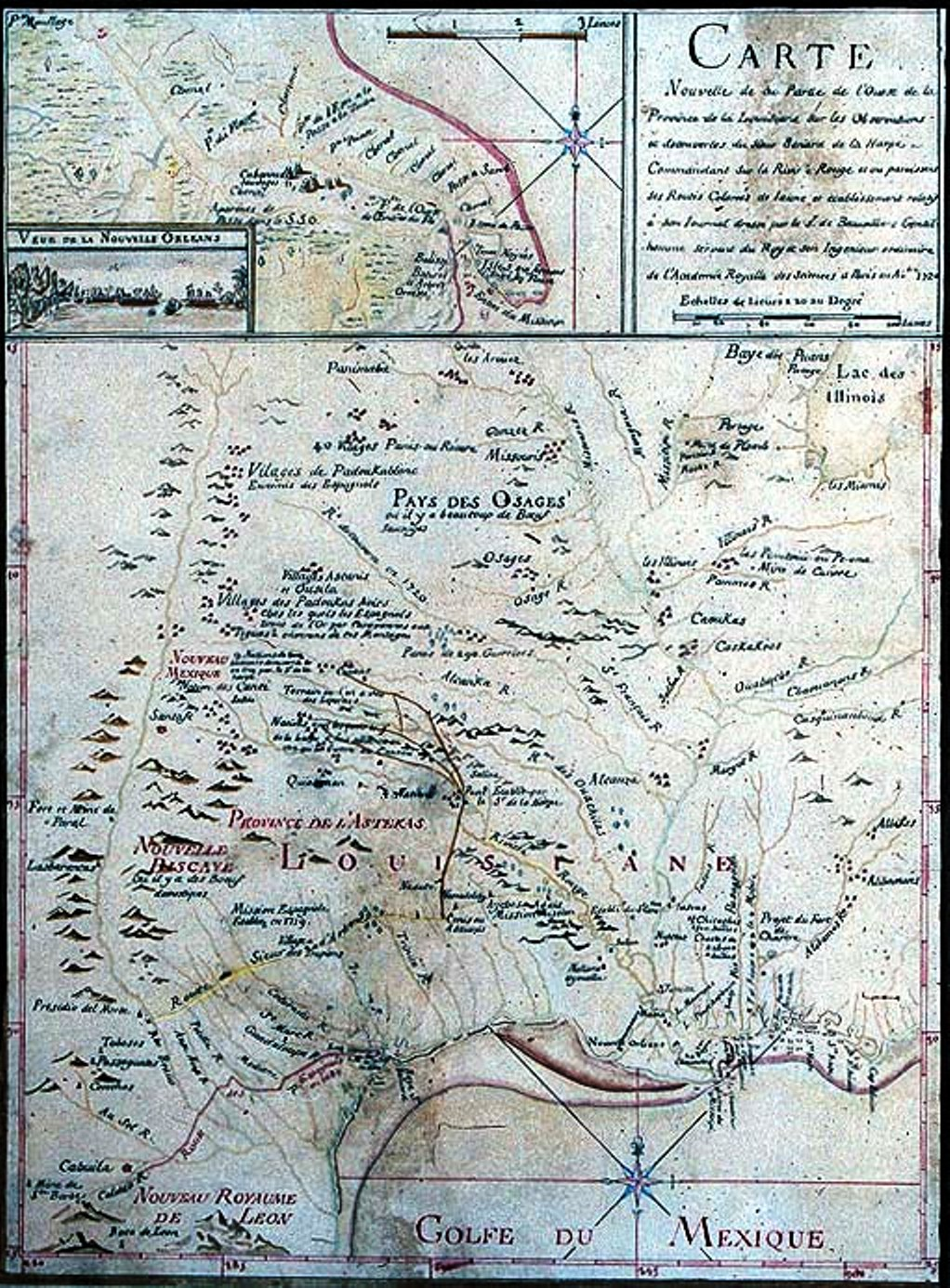
Louisiana in 1724 (Benard de la Harpe)

In de 17e eeuw besloeg Nieuw-Frankrijk niet enkele Louisiana maar o.a. ook Arkansas, Oklahoma, Mississippi en op een gegeven moment ook delen van Texas. Dit laatste gebied wordt ook wel Frans Texas genoemd.
Tijdens zijn derde expeditie stichtte de Franse ontdekkingsreiziger René Robert Cavelier de La Salle in 1685 een fort in het huidige Texas. Fort Saint-Louis was gelegen in Matagorda Bay. De expeditie verliep noodlottig. Twee schepen gingen verloren en La Salle en verschillende expeditieleden werden gedood terwijl ze via het binnenland de Mississippi probeerden te bereiken. Tussen 1685 en 1689 stuurden de Spanjaarden vanuit Nieuw-Spanje verschillende expedities om Fort Saint-Louis te vinden. Toen Alonso de León hier in 1689 in slaagde, bleek het fort al verlaten te zijn.
In 1739 vonden de Fransen Pierre en Paul Mallet een reisweg door Texas van New Orleans naar Santa Fe in Nieuw-Spanje. Maar ze werden in 1740 gearresteerd door de Spanjaarden.
De Vrede van Parijs (1763) maakte een einde aan eventuele aanspraken van Frankrijk op delen van Texas. Het hele gebied ten westen van de Mississippi, inclusief New Orleans, werd Spaans.
Vanaf het midden van de 19e eeuw trokken Franstalige cajuns over de rivier de Sabine naar het oosten van Texas op zoek naar werk en betere levensomstandigheden. Rond het jaar 2000 werd het aantal cajuns in Texas geschat op 375.000, waarvan er nog maar een klein deel de Franse taal beheerst.